# Distretto congressuale degli Stati Uniti d'America
Un distretto congressuale degli Stati Uniti d'America (in inglese United States congressional district) è una delle circoscrizioni elettorali in cui è diviso ogni Stato federato statunitense, che elegge un parlamentare alla Camera dei rappresentanti.
Ci sono quindi in totale 435 distretti congressuali, tanti quanti i membri della Camera, divisi tra i 50 Stati in base alla popolazione dell'ultimo censimento, secondo un processo chiamato "apportionment".

## Caratteristiche
Ci sono 435 distretti congressuali negli Stati Uniti d'America per eleggere i rappresentanti della Camera dei rappresentanti, ognuno dei quali rappresenta circa 600.000 persone. Il Census Bureau all'interno del Dipartimento del Commercio degli Stati Uniti d'America conduce un decennale censimento sulla popolazione, i cui valori sono utilizzati per determinare il numero di distretti congressuali all'interno di ogni stato.